# Super Hits (Quiet Riot)
Super Hits è un album raccolta del gruppo statunitense Quiet Riot pubblicato il 4 maggio 1999 per l'Etichetta discografica Epic Records/Legacy Records.

## Tracce
1. "Cum on Feel the Noize" (Holder, Lea) 4:49 (Slade Cover)
2. "Metal Health" (Banali, Cavazo, DuBrow, Cavazo) 5:18
3. "Slick Black Cadillac" (DuBrow) 4:15
4. "Mama Weer All Crazee Now" (Holder, Lea) 3:37  (Slade Cover)
5. "Don't Wanna Let You Go" (Cavazo, DuBrow) 4:42
6. "Condition Critical" (Banali, Cavazo, DuBrow) 5:01
7. "I'm Fallin'" (Banali, Cavazo, Proffer, Shortino, Waldo) 4:20
8. "Empty Promises" (Banali, Cavazo, Proffer, Shortino, Waldo) 4:24
9. "Don't Wanna Be Your Fool" (Banali, Cavazo, Shortino, Waldo) 4:59
10. "Sign of the Times" (Cavazo, DuBrow) 5:05

## Lineup
- Kevin DuBrow - Voce
- Carlos Cavazo - Chitarra, Cori
- Rudy Sarzo - Basso
- Frankie Banali - Batteria, Percussioni

### Altri musicisti
- Paul Shortino - Voce
- Sean McNabb - Basso, Cori
- Jimmy Waldo - Tastiere